# 情欲
情欲是對某事物強烈的欲望，它可以以任何形式出現，例如、對奢侈品的欲望或對權力的欲望；也可以以平凡的形式出現，例如對食物的情欲（貪食），這與對食物的需求不同；或是是驅使人們參與性行為的情欲（性慾）。情欲是一種製造對一件事物的激烈渴求的心理力量。 在天主教裡，這種行為屬於七宗罪之一。